# Prudnik (dopływ Styru)
Prudnik (ukr. Прудник) – rzeka na Ukrainie, w obwodzie wołyńskim. Jej źródło znajduje się w okolicach wsi Wiszniów. Jest prawym dopływem Styru w dorzeczu Prypeci.
Długość rzeki wynosi 27 km, a powierzchnia jej zlewni 140 km².